# 雷西姆农海洋生物博物馆
雷西姆农海洋生物博物馆（希臘語：Museum of Sea Life at Rethymno）是希腊克里特岛雷西姆农的一个博物馆，位于雷西姆农老城区中心的Arabatzoglou 街的旧修道院，收藏内容与海洋生物有关。